# Монтанс
Монта́нс (фр. и окс. Montans) — коммуна во Франции, находится в регионе Юг — Пиренеи. Департамент — Тарн. Входит в состав кантона Дё-Рив. Округ коммуны — Альби.
Код INSEE коммуны — 81171.

## География

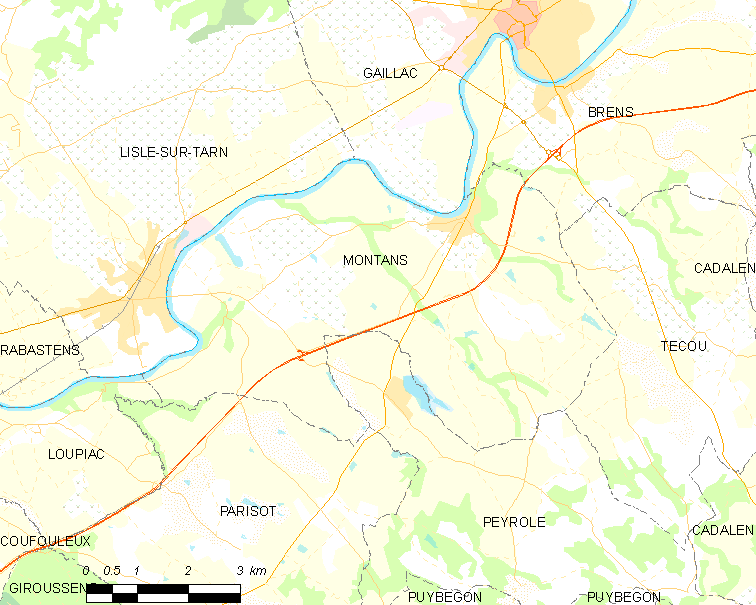
Карта коммуны

Коммуна расположена приблизительно в 560 км к югу от Парижа, в 50 км северо-восточнее Тулузы, в 22 км к западу от Альби.
На северо-западе коммуны протекает река Тарн.

## Климат
Климат умеренно-океанический. Зима мягкая и дождливая, лето жаркое с частыми грозами. Ветры довольно редки.

## Население
Население коммуны на 2010 год составляло 1353 человека.
| 1962 | 1968 | 1975 | 1982 | 1990 | 1999 | 2010 |
| ---- | ---- | ---- | ---- | ---- | ---- | ---- |
| 1009 | 974  | 908  | 903  | 972  | 1061 | 1353 |

## Администрация
| Период | Период | Фамилия     | Партия | Примечания |
| ------ | ------ | ----------- | ------ | ---------- |
| 2001   | 2008   | Алексис Мар |        |            |
| 2008   | 2020   | Жиль Крузе  |        |            |

## Экономика
В 2007 году среди 776 человек в трудоспособном возрасте (15—64 лет) 599 были экономически активными, 177 — неактивными (показатель активности — 77,2 %, в 1999 году было 68,9 %). Из 599 активных работали 550 человек (301 мужчина и 249 женщин), безработных было 49 (27 мужчин и 22 женщины). Среди 177 неактивных 54 человека были учениками или студентами, 65 — пенсионерами, 58 были неактивными по другим причинам.